# Geneviève Bujold
Geneviève Bujold (Mont-real, 1 de juliol de 1942) és una actriu quebequesa coneguda especialment per la seva interpretació d'Anna Bolena a la pel·lícula Anna dels mil dies el 1969.

## Biografia
Procedent d'una família canadenco-francesa catòlica, rep una educació estricta al convent durant dotze anys abans d'entrar al Conservatori d'art dramàtic de Mont-real. Debuta al teatre amb el paper de Rosine d’Il barbiere di Siviglia.
El 1965, de gira amb el Théâtre du Rideau Vert a París, el director Alain Resnais es fixa en ella i li ofereix un paper a la seva pel·lícula La guerra s'ha acabat, al costat de Yves Montand. L'any següent, roda dues altres pel·lícules; Le Roi de cœur de Philippe De Broca, amb Alan Bates, i Le Voleur de Louis Malle, amb Jean-Paul Belmondo.
De tornada al Canadà, es casa amb el director Paul Almond el 1967, de qui té un fill, Matthew (nascut el 1968). Surt de manera successiva en tres amb les seves pel·lícules; Isabel (1968), The Act of the Heart (1970), i Journey (1972). La parella es divorcia el 1973, però treballen de nou junts a Final Assignment (1980) i The Dance Goes On (1992).
Actua a Entre la mer i l'eau douce (1967), de Michel Brault, així com a Kamouraska (1973), de Claude Jutra, basada en la novel·la d'Anne Hébert, que li val el premi a la millor actriu al Festival de Cinema canadenc (avui Premi Geni).
Però és el 1969, amb la pel·lícula Anna dels mil dies de Charles Jarrot, al costat de Richard Burton, que es converteix en una estrella internacional. La seva interpretació li val un Globus d'Or a la millor actriu dramàtica, així com una nominació a l'Oscar a la mateixa categoria. L'any següent, fa el paper de Cassandra a The Trojan Women, pel·lícula de Michael Cacoyannis, al costat de Katharine Hepburn, Vanessa Redgrave i Irene Papas.
Paral·lelament a la seva carrera en el cinema, surt a la televisió canadenca i americana, sobretot en els clàssics de George Bernard Shaw, com Saint Joan (1967) i Caesar and Cleopatra (1976), així com Antigone de Jean Anouilh (1974).
Per resoldre una discussió amb Universal Studios, amb qui té contracte, accepta interpretar a la pel·lícula de catàstrofes Terratrèmol (1974) i la pel·lícula d'aventures Swashbuckler (1976), després segueix amb thrillers com Obsessió (1976), Coma (1978), Tightrope (1984), Dead Ringers (1988).
Després d'un llarga absència del Quebec, retroba Michel Brault i surt en dues de les seves pel·lícules; Les Noces de papier (1989) i Mon amie Max (1994).
El 1994, és contractada per interpretar el paper del capità Nicole Janeway en la sèrie americana Star Trek: Voyager, però abandona just després del rodatge de l'episodi pilot, a causa de les condicions de rodatge massa difícils.
Viu des de fa anys a Malibu (Califòrnia) amb el seu company Dennis Hastings, de qui té un segon fill Emmanuel (nascut el 1980), i roda ara sobretot pel·lícules de petit pressupost de productors del sector privat.

## Filmografia
- 1963: Amanita Pestilens de René Bonnière amb Jacques Labrecque, Huguette Oligny
- 1964: La Fleur de l'âge de Gian Vittorio Baldi, Michel Brault amb Michel Aracheguesne, Bernard Arcand
- 1964: La Terre a boire de Jean-paul Bernier amb Pauline Julien
- 1966: La guerra s'ha acabat (La Guerre est finie) d'Alain Resnais amb Yves Montand, Ingrid Thulin
- 1966: Le Roi de cœur de Philippe De Broca amb Alan Bates
- 1967: Le Voleur de Louis Malle amb Jean-Paul Belmondo
- 1967: Entre la mer i l'eau douce de Michel Brault amb Claude Gauthier
- 1968: Isabel de Paul Almond amb Gerard Parkes
- 1969: Anna dels mil dies (Anne of the Thousand Days) de Charles Jarrott amb Richard Burton
- 1970: The Act of the Heart de Paul Almond amb Donald Sutherland
- 1971: Les Troianes (The Trojan Women) de Michael Cacoyannis amb Katharine Hepburn, Vanessa Redgrave
- 1972: Journey de Paul Almond amb John Vernon
- 1973: Kamouraska de Claude Jutra amb Philippe Léotard
- 1974: Terratrèmol (Earthquake) de Mark Robson amb Charlton Heston, Ava Gardner
- 1975: L'Incorrigible de Philippe De Broca amb Jean-Paul Belmondo
- 1976: Alex & the Gypsy de John Korty amb Jack Lemmon
- 1976: El corsari Roig (Swashbuckler) de James Goldstone amb Robert Shaw, James Earl Jones
- 1976: Obsessió de Brian De Palma amb Cliff Robertson
- 1977: Un autre homme, une autre chance de Claude Lelouch amb James Caan
- 1978: Coma de Michael Crichton amb Michael Douglas
- 1978: Assassinat per decret (Murder by Decree) de Bob Clark amb Christopher Plummer, James Mason
- 1980: Final Assignment de Paul Almond amb Michael York
- 1980: The Last Flight of Noah's Ark de Charles Jarrott amb Elliott Gould
- 1982: Monsenyor (Monsignor) de Frank Perry amb Christopher Reeve
- 1984: Escull-me (Choose Me) d'Alan Rudolph amb Keith Carradine
- 1984: A la corda fluixa (Tightrope) de Richard Tuggle amb Clint Eastwood
- 1985: Trouble in Mind de Alan Rudolph
- 1988: Els moderns (The Moderns) de Alan Rudolph amb Keith Carradine, Linda Fiorentino
- 1988: Inseparables (Dead Ringers) de David Cronenberg amb Jeremy Irons
- 1989: Les Noces de papier de Michel Brault amb Manuel Aranguiz
- 1990: False Identity de James Keach amb Stacy Keach
- 1991: Rue du Bac de Gabriel Aghion amb Vincent Vallier
- 1992: The Dance Goes on de Paul Almond amb James Keach
- 1993: An Ambush of Ghosts de Everett Lewis amb Stephen Dorff
- 1994: Mon amie Max de Michel Brault amb Marthe Keller
- 1996: Dead Innocent de Sara Botsford amb Graham Greene
- 1996: Les aventures de Pinotxo (The Adventures of Pinocchio) de Steve Barron amb Martin Landau, Jonathan Taylor Thomas
- 1997: The House of Yes de Mark S. Waters amb Parker Posey, Josh Hamilton
- 1997: L'última nit (Last Night) de Don McKellar amb Don McKellar, Sarah Polley
- 1998: You can Thank me Later de Shimon Dotan amb Ellen Burstyn, Amanda Plummer
- 1999: The Eye of the beholder de Stephan Elliott amb Ewan McGregor, Ashley Judd
- 2001: Alex in Wonder de Drew Ann Rosenberg amb Angela Gots, Robert Hays
- 2001: La Turbulence des fluides de Manon Briand amb Pascale Bussières, Julie Gayet
- 2003: Jericho Mansions d'Alberto Sciamma
- 2005: Mon petit doigt m'a dit... de Pascal Thomas
- 2006: Délivrez-moi de Denis Chouinard
- 2007: Downtown: A Street Tale
- 2009: The Trotsky

## Premis i nominacions

### Premis
- 1968: Premi Suzanne-Bianchetti a la millor esperança femenina per Le Voleur
- 1969: Festival de cinema canadenc, Premi Etrog a la millor actriu per a Isabel
- 1970: Globus d'Or a la millor actriu dramàtica per a Anna dels mil dies
- 1971: Festival de cinema canadenc, Premi Etrog a la millor actriu per a The Act of the Heart
- 1973: Festival de cinema canadenc, Premi Etrog a la millor actriu per a Kamouraska
- 1979: Premi Geni a la millor actriu secundària per a Murder by Decree
- 1990: Premi Gémeaux a la millor actriu per Les Noces de papier

### Nominacions
- 1968: Primetime Emmy a la millor actriu dramàtica per Saint Joan
- 1970: Oscar a la millor actriu per Anna dels mil dies